# 奉贤新城
奉贤新城，2017年前叫南桥新城，是中華人民共和國上海市奉贤區的一個城市規劃區和衛星城，主城區北至大葉公路，南至上海繞城高速公路，東至浦星公路，西至南沙港和滬杭公路，規劃面積71.39平方公里，規劃人口75萬人。